# Mark Dudley
Mark Dudley (né le 29 janvier 1990 à Doncaster, Angleterre) est un footballeur anglais. Mark Dudley fit sa première apparition dans le groupe professionnel des Rams lors de la dernière journée de Championship (Défaite de Derby County 3-1 à Watford), mais, à l'inverse de Mark O'Brien, il ne rentra pas en jeu. Il jouait pour Staveley MW en Northern Counties East Football League Premier Division (D9 anglaise) lors de la saison 2019-2020.